# Spoorlijn Boisleux - Cambrai
De Spoorlijn Boisleux - Cambrai was een Franse spoorlijn van Boisleux-au-Mont naar Cambrai. De lijn was 46 km lang.

## Geschiedenis
De lijn werd aangelegd door de Compagnie du chemin de fer de Marquion à Cambrai en in drie gedeeltes geopend, van Boisleux tot Inchy in 1878, van Inchy naar Marquion in 1880 en van Marquion naar Cambrai in 1899. Reizigersverkeer werd gestaakt in 1962, tegelijk met het goederenvervoer tussen Boiusleux en Boyelles. tussen Boyelles en Marquion was er nog goederenvervoer tot 1969, van Marquion naar Cambrai tot 1964.

## Aansluitingen
In de volgende plaatsen is of was er een aansluiting op de volgende spoorlijnen:
Boisleux
RFN 272 000, spoorlijn Paris-Nord en Lille
Quéant
lijn tussen Frémicourt en Quéant
Marquion
lijn tussen Marquion en Aubencheul-au-Bac
Cambrai
RFN 250 306, raccordement van Cambrai-sud
RFN 250 311, raccordement van Cambrai-nord
RFN 250 000, spoorlijn tussen Busigny en Somain
RFN 259 000, spoorlijn tussen Saint-Just-en-Chaussée en Douai
RFN 260 100, stedelijke aansluiting van Cambrai-Ville